# Anton Ivashkin
Anton Ivashkin, né le 24 avril 1996 à Minsk, est un coureur cycliste biélorusse.

## Palmarès
- 2014
  - 2e étape de la Coupe du Président de la Ville de Grudziądz
- 2016
  - 3e de la Minsk Cup
- 2017
  - 2e du championnat de Biélorussie sur route
  - 3e du Tour de Serbie
- 2019
  - 2e du championnat de Biélorussie sur route

## Classements mondiaux
| Année           | 2016 | 2017 |
| --------------- | ---- | ---- |
| UCI Europe Tour | 946e | 474e |